# 阿尔弗雷德·布鲁克-史密斯
阿尔弗雷德·布鲁克-史密斯（Alfred Brooke-Smith，1874年—1938年）是1920年至1922年期間的上海公共租界工部局總董。他也曾擔任怡和洋行的常务董事。

## 生平
阿尔弗雷德·布鲁克-史密斯小時候在日本横滨讀書。 
1897年，他加入怡和洋行。後來升任怡和洋行常务董事。
1917年起，阿尔弗雷德·布鲁克-史密斯出任上海公共租界工部局董事，1919年出任工部局副總董。 1920年至1922年出任工部局總董。 
1938年4月6日，阿尔弗雷德·布鲁克-史密斯在英国萨福克郡去世。 

## 婚姻
1918年12月，阿尔弗雷德·布鲁克-史密斯在上海圣三一堂与上海的大卫·布兰德（David Brand）的女儿安·比兰德·布兰德（Ann Bigland Brand）结婚。